# كارول كاستيلو
كارول كاستيلو (بالإسبانية: Karol Castillo)‏ هي متسابقة ملكة الجمال وعارضة بيروفية، ولدت في 29 أغسطس 1989 في تروخيو في بيرو، وتوفيت في 10 أبريل 2013 في أستراليا.

## وصلات خارجية
- كارول كاستيلو على موقع IMDb (الإنجليزية)